# الألعاب الأولمبية الشتوية للشباب 2020

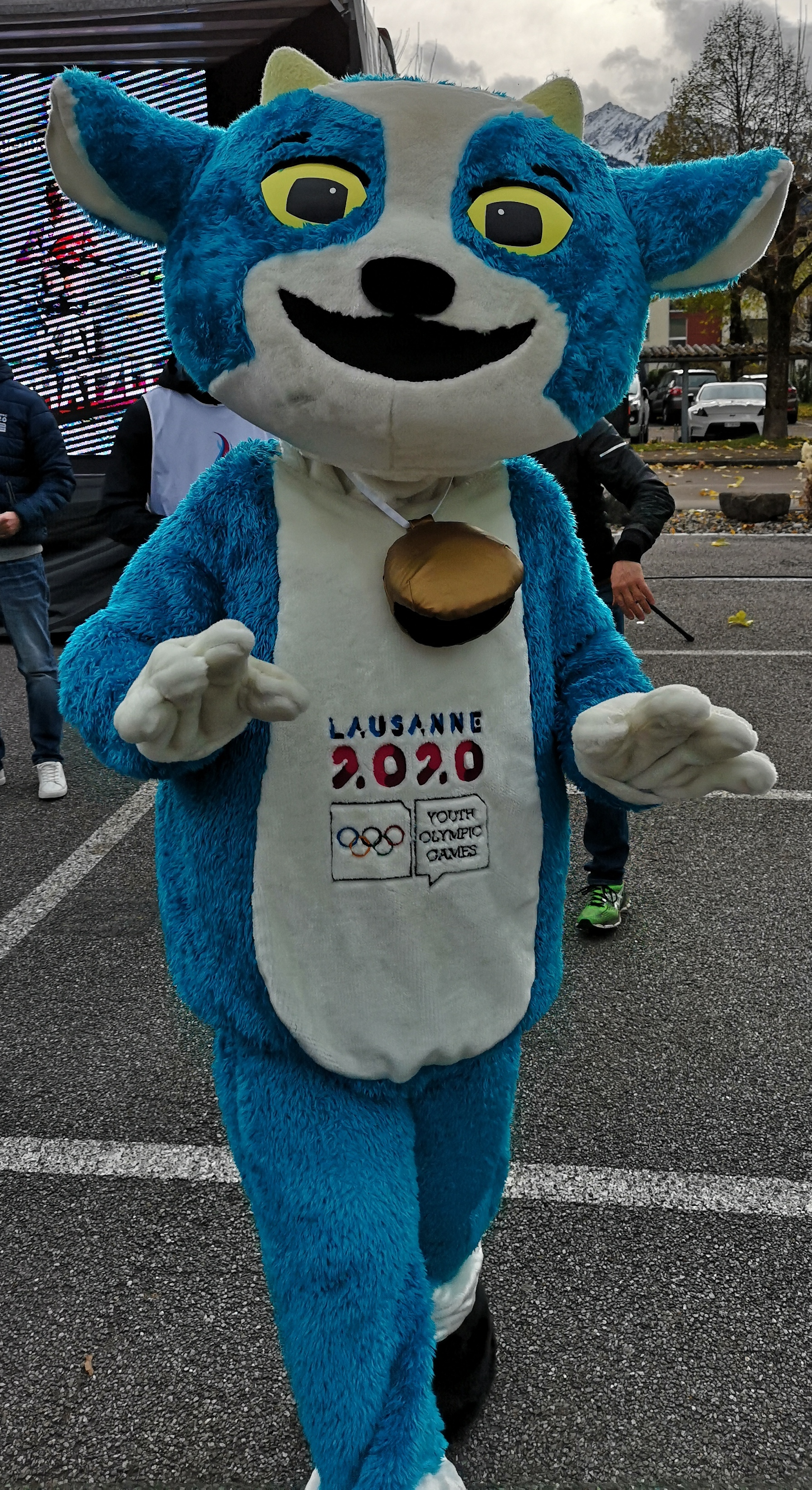
يودلي (Yodli) تميمة الألعاب الأولمبية الشتوية للشباب 2020.

الألعاب الأولمبية الشبابية الشتوية 2020 هي الحدث الثالث من دورة الألعاب الأولمبية الشتوية للشباب؛ وهو حدث عالمي رئيسي متعدد الرياضات ومهرجان ثقافي للشباب يعقد في مدينة لوزان بسويسرا خلال الفترة من 9 إلى 22 يناير 2020.

## البلدان التي قدمت طلب رسمي للأستضافة
- لوزان، سويسرا[1]
- براشوف، رومانيا[2]
- صوفيا، بلغاريا[3]
- ليك بلاسيد، الولايات المتحدة الأمريكية[4]